# Día de la Música
El día de la música es un festival celebrado en Benamocarra, en la provincia de Málaga, España.
La cita se celebra en homenaje al compositor Eduardo Ocón Rivas, nacido en la localidad de Benamocarra, Málaga, Andalucía, España en el siglo XIX y con ella se pretende recuperar tradiciones y gastronomía populares que se estaban perdiendo y fomentar del arte a través de grupos de rondallas, pandas de verdiales y conciertos de música clásica. En el año 1594 Santa Cecilia fue nombrada patrona de la música por el Papa Gregorio XIII y, a través de los siglos, su figura ha permanecido venerada por la humanidad con ese padrinazgo. Su fiesta es el 22 de noviembre, fecha que corresponde con su muerte y que ha sido adoptada en muchos países como el Día de la Música.
Tiene lugar cada segundo sábado de septiembre y a lo largo del día se entregan bustos del músico a diferentes personalidades y se convoca un concurso premiado de pintura.